# Pliska
Pliska (Плиска) var Bulgariens huvudstad mellan 681 och 893. Enligt en bulgarisk krönika grundades staden av khanen Asparuch. Det omnämns som Pliskusa av Georgios Kedrenos och Anna Komnena. Det hade en yta av 23 km² och omgärdades av en vallgrav och jordvallar. Den inre fästningens väggar var 2,6 meter tjocka och omkring 12 meter höga.
Pliska intogs av den bysantinska armén 811, men de slogs snart tillbaka av khanen Krum i slaget vid Pliska. Khan Omurtag förde in hantverkare och konsthantverkare för att förbättra staden. 886 grundade Boris I Pliskas litterära skola (efter 893 Preslavs litterära skola) som leddes av Naum av Preslav.
892 skedde ett hedniskt uppror i staden, som leddes av kung Vladimir. Efter att upproret slagits ned blev Vladimir avsatt och Boris I:s tredje son, Simeon, sattes på tronen. Ett av hans första beslut som kung var att flytta huvudstaden till Preslav, en befäst stad i närheten av Pliska, troligen på grund av det starka hedniska inflytandet i den gamla huvudstaden. 
Pliskas betydelse sjönk gradvis under 900-talet då makt och tillgångar samlades i Preslav. Staden förstördes under anfallen från de kievska ruserna och Bysantinska riket mellan 969 och 972 och återuppbyggdes inte därefter. 
Staden Pliskas ruiner ligger 3 kilometer norr om den nuvarande byn Pliska. Platsen för staden är numera ett nationellt arkeologiskt reservat.

## Det nutida Pliska
Under det osmanska styret hade byn tre kilometer söder om staden som sedan 1947 kallas Pliska namnet Aboba fram till 1925, då namnet ändrades till Pliskov, en variant av det nuvarande namnet.  